# Léonard Limosin

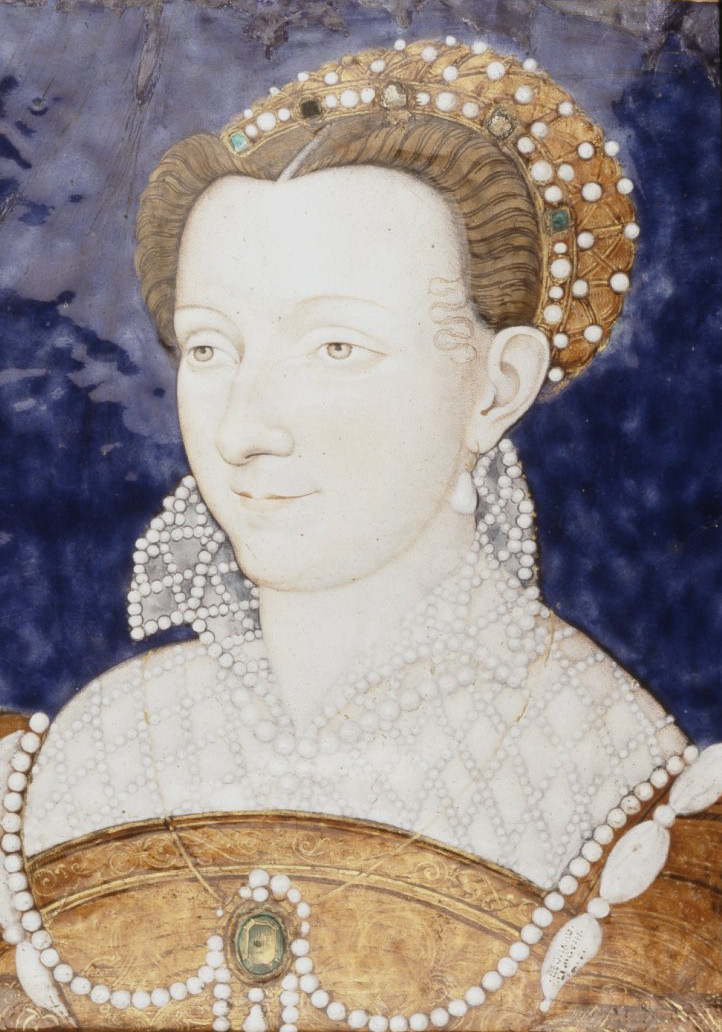
Léonard Limosin: Bildnis Katharina von Lothringen (um 1570)

Léonard Limosin (* um 1505 in Limoges; † um 1577 ebenda) war ein französischer Emaillemaler und Goldschmied.
Datierten Werken zufolge arbeitete er von 1532 bis 1574 für die französischen Könige Franz I. und Heinrich II., sowie für viele andere Persönlichkeiten der Zeit. Er bemalte unter anderem Teller, Schüsseln, Kannen, Schalen und Medaillons.
Einige seiner Werke befinden sich im Louvre, darunter eine Darstellung der Psyche nach Raffael, zwei Votivsteine mit Darstellung der Kreuzigung und Auferstehung Jesu Christi und Franz I. als Heiliger Thomas.